# Blacula
Blacula ist ein US-amerikanischer Blaxploitation-Horrorfilm aus dem Jahr 1972, der auf Motiven des Dracula-Romans von Bram Stoker beruht. Regie führte William Crain.
Ein Jahr später fand der Vampirfilm mit Der Schrei des Todes unter der Regie von Bob Kelljan eine Fortsetzung.

## Handlung
Im späten 18. Jahrhundert befindet sich der afrikanische Prinz Mamuwalde mit seiner jüngeren Frau Luva auf Europareise, um unter den Adligen Verbündete für seinen Kampf gegen den expandierenden Sklavenhandel zu finden. Das Herrscherpaar bereist so im Jahre 1780 auch Siebenbürgen und besucht völlig ahnungslos den Grafen Dracula auf seinem Anwesen. Der Gastgeber gibt sich zunächst freundlich, doch nach einer Meinungsverschiedenheit schlägt die Stimmung urplötzlich um. Der rassistische Vampir weigert sich, Mamuwalde zu helfen, beißt ihn, trinkt dessen Blut und belegt ihn mit dem sogenannten Fluch der Untoten, der ihn bis zur Ewigkeit zur Gier nach Menschenblut verdammt. Anschließend wird der Prinz, der den Beinamen „Blacula“ erhält, in einen Sarkophag gesperrt und mit seiner nicht vampirisierten Frau lebendig eingemauert.
Knapp zwei Jahrhunderte später wird das Schloss Dracula mitsamt allen Besitztümern von zwei homosexuellen amerikanischen Innenarchitekten gekauft, die wenig später alle Antiquitäten, darunter auch den Sarg, nach Los Angeles verschicken. Abenteuerliche Neugier treibt die beiden Käufer dazu, den verschlossenen Sarg in ihrer Heimat zu öffnen. Sie werden die ersten Opfer des schwarzen, blutgierigen Vampirs.
Beim Aufbahren der Leiche des afroamerikanischen Mordopfers Bobby McCoy beobachtet Blacula heimlich die attraktive Tina, die seiner verstorbenen Luva gleicht. Er glaubt, in ihr eine Reinkarnation seiner Gefährtin zu erkennen, und verfolgt daraufhin die verängstigte Frau, die sich zunächst als Opfer eines Sittenstrolches wähnt. Der leidenschaftliche Blutsauger, dessen Liebe neu entbrennt, beißt weitere Passanten auf seinen nächtlichen Streifzügen durch die Metropole, die wiederum zu Vampiren mutieren und weiteren Menschen nachstellen.
Inzwischen untersucht der furchtlose afroamerikanische Pathologe Dr. Thomas im Auftrag des Police Lieutenant Peters die zunehmende Anzahl mysteriöser Mordfälle. Die beiden Ermittler tappen anfangs im Dunkeln, obgleich Thomas insgeheim an eine Vampirtheorie glaubt. Bei der Geburtstagsfeier von Thomas’ Freundin, bei der auch ihre Schwester Tina anwesend ist, erscheint völlig unerwartet der charmante Mamuwalde, der mit seiner kurzen Anwesenheit Tinas Zuneigung gewinnt. Die beiden werden ein Liebespaar.
Am nächsten Tag gelingt Thomas der entscheidende Durchbruch – er begegnet einem leibhaftigen Vampir und erbringt so einen Beweis für deren Existenz. Geistesgegenwärtig durchschaut der wissenschaftliche Polizeiberater die Sachlage und eröffnet gemeinsam mit seinem Polizeikollegen Peters die Jagd nach den Vampiren, die die Großstadt zu terrorisieren drohen, sowie Blacula, den er zwischenzeitlich enttarnen konnte.
Mit Hilfe der verliebten Tina, die zu ihm flieht, gelingt es bewaffneten Einheiten schließlich, das flüchtige Paar zu stellen. Dabei wird Tina versehentlich von einem bewaffneten Beamten tödlich verletzt. Mamuwalde rettet sie kurzzeitig, indem er sie in einen Vampir verwandelt, verliert sie aber dennoch ein zweites Mal durch eine rituelle Pfählung am Ende des Films. Nach dem Ableben seiner verehrten Tina erkennt der liebeskranke Mamuwalde die Sinnlosigkeit seines Lebens und wählt den Freitod im Sonnenlicht.

## Kritiken
„Die ironische "schwarze" Variante des Vampir-Mythos wurde einer der besten "Blacksploitation"-Filme überhaupt, dank eines einfallsreichen Drehbuchs und eines überragenden Hauptdarstellers.“

## Trivia
Am 7. Februar 2014 wurde der Film in der Reihe „Die schlechtesten Filme aller Zeiten“ auf Tele 5 gezeigt.
Außerdem hat Blacula einen Gastauftritt in dem Film Leroy aus dem Jahr 2006. Nachdem die weiße Freundin des afrodeutschen Protagonisten Leroy von Neonazis zusammengeschlagen wurde, trifft er auf Blacula persönlich, welcher ihm rät sich nicht unterkriegen zu lassen.

## Auszeichnungen
- 1972: Saturn Award in der Kategorie „Bester Horrorfilm“